# Ines Geißler
Ines Geißler (Marienberg, 16 febbraio 1963) è un'ex nuotatrice tedesca.
Specializzata nella farfalla, ha vinto la medaglia d'oro nei 200 m farfalla alle olimpiadi di Mosca 1980.

## Palmarès
- Olimpiadi
  - Mosca 1980: oro nei 200 m farfalla.
- Mondiali
  - 1982 - Guayaquil: oro nei 200 m farfalla e nella staffetta 4x100 m misti, argento nei 100 m farfalla.
- Europei
  - 1981 - Spalato: oro nei 200 m farfalla e nelle staffette 4x100 m sl e 4x100 m misti, argento nei 100 m farfalla.
  - 1983 - Roma: oro nei 200 m farfalla e argento nei 100 m farfalla.